# Zomicarpella
Zomicarpella es un género con  especies de plantas con flores perteneciente a la familia Araceae. Es originario de Colombia, Perú y norte de Brasil.

## Descripción
Las hojas son astadas o sagitadas.  El número de cromosomas de las especies de Zomicarpella es 2n = 26.  Además, las semillas producidas por ambas especies tienen un endosperma.

## Taxonomía
El género fue descrito por Nicholas Edward Brown y publicado en The Gardeners' Chronicle & Agricultural Gazette 1881(2): 266. 1881.

## Especies
- Zomicarpella amazonica
- Zomicarpella maculata